# 벙산구

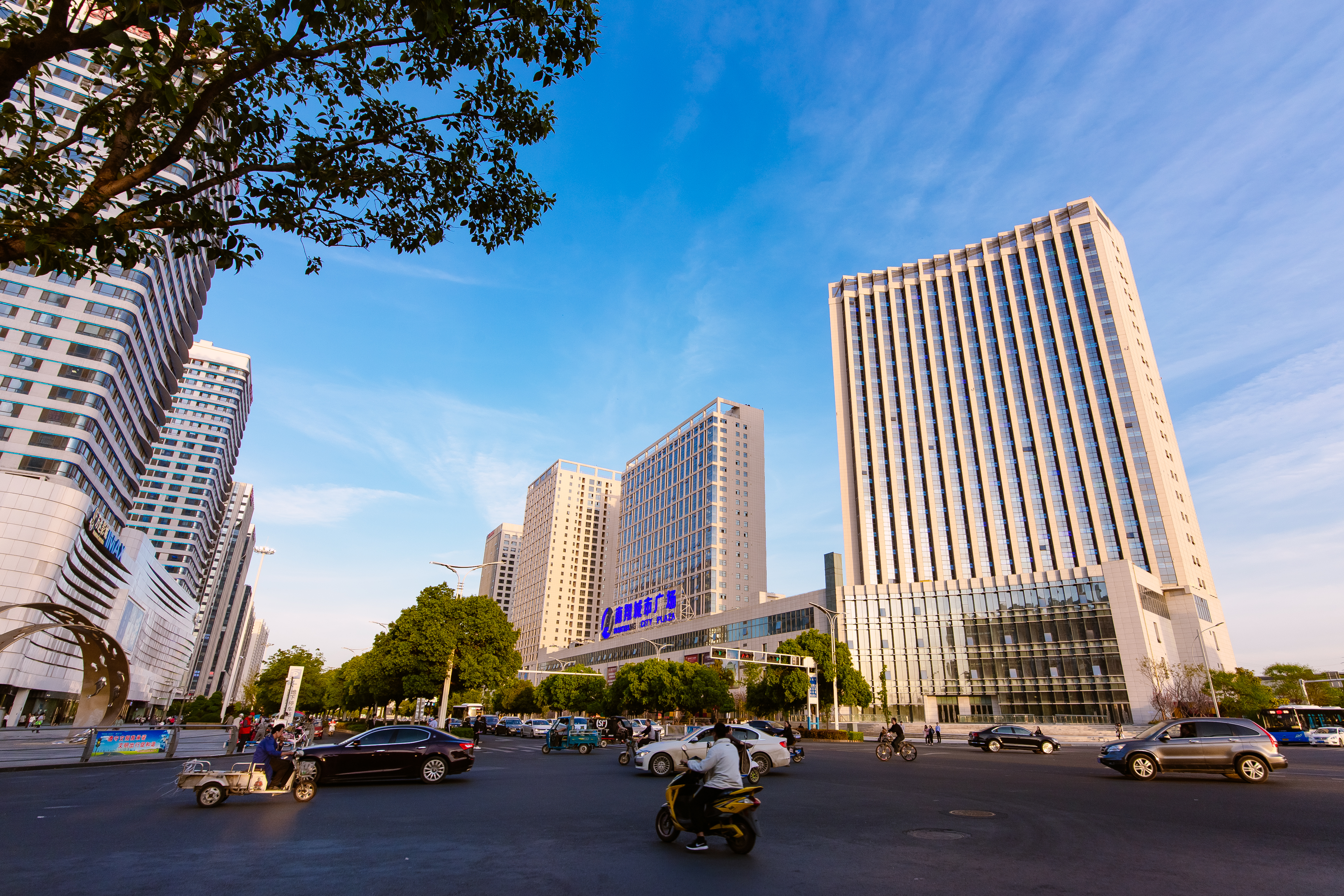

벙산구(한국어: 방산구, 중국어: 蚌山区, 병음: Bèngshān Qū)는 중화인민공화국 안후이성 벙부 시의 현급 행정구역이다. 넓이는 83km2이고, 인구는 2007년 기준으로 280,000명이다.

## 행정 구역
7개 가도, 2개 향을 관할한다.
- 가도변사소: 天桥街道, 青年街道, 纬二路街道, 黄庄街道, 宏业村街道, 胜利街道, 龙湖新村街道.
- 향: 燕山乡, 雪华乡.